# Харьонки
Харьо́нки (рос. Харёнки) — присілок у складі Горноуральського міського округу Свердловської області.
Населення — 16 осіб (2010, 3 у 2002).
Національний склад станом на 2002 рік: росіяни — 100 %.